# La Légende de Parva
Pour plus de détails, voir Fiche technique et Distribution.
La Légende de Parva est un film d'animation franco-italien réalisé par Jean Cubaud, sorti en 2003.

## Synopsis
Parva est une jeune étudiante âgée de 17 ans qui est passionnée par les civilisations orientales. La jeune fille va découvrir qu'elle est liée spirituellement à Shiva un prince indien. Cette liaison a été causée par un événement qui s'est produit le jour de sa naissance. Les aventures de Parva vont la conduire jusqu'au golfe du Bengale.

## Fiche technique
- Titre original et français : La Légende de Parva
- Autres titres : Parva e il principe Shiva (Italie)
- Réalisation : Jean Cubaud
- Scénario : Vincenzo Cerami
- Créateur de la bande dessinée : Milo Manara
- Décors : Lionel Gaspéri, Cyril Darracq
- Création des personnages : Benoît Prévot
- Musique : Paul Racer, Matt Camison
- Production : Claude Carrère, Frank Lipsik
- Société de production : Carrère Group, CARTEL, Filmauro, Quoi Qu'il En Soit
- Société de distribution : Carrère Group
- Pays d'origine :  France,  Italie
- Langue originale : français
- Format : couleur - 35 mm
- Genre : animation
- Durée : 85 minutes
- Dates de sortie : 
  - France : 12 février 2003
  - Italie : 21 novembre 2003

## Distribution

### Voix originales et françaises
- André Dussollier : le narrateur
- Isabelle Carré : Parva
- Ludivine Sagnier : Lula
- Irène Jacob : la mère de Parva
- Didier Sandre : le père de Parva
- Sami Bouajila : Agni
- Simon Abkarian : le Swami
- Féodor Atkine : Malaw
- Gérard Darier : le professeur Hesse
- Jean-Yves Chatelais : Esposito
- William Nadylam-Yotnda : Shiva
- Lina Soualem : Indra
- Élisabeth Wiener : la déesse Kali
- Zinedine Soualem : le bandit no 1
- Enrique Carballido : le bandit no 2
- Claude Brosset : le commandant
- Christian Sinniger : le marin blond
- Djemel Barek : le gardien
- Stéphane Dausse : le professeur de dessin
- Diane Valsonne : le professeur de philosophie
- Asil Rais : le paysan, le ministre
- Peter King : le tigre, le bourreau
- Sharokh Meshkin : le cocker
- Nirupama Nityanandan : la mendiante
- Noam Morgensztern : le jeune homme no 1
- Valentin Merlet : le jeune homme no 2
- Rémi Bichet : le jeune homme no 3
- Thierry Belnet : le jeune homme no 4
- James Valéry : le jeune homme no 5
- Lila Kambouchner : la poupée
- Lucas Natale : le jeune singe

Source et légende : Version française (V. F.) sur Planete-Jeunesse et AnimeLand

## Autour du film
Le film, bien que non érotique et destiné aux enfants, est une adaptation libre de la bande dessinée pour adulte Le Kama Sutra de Milo Manara.